# Luigi Zampa
Luigi Zampa (Róma, 1905. január 2. – Róma, 1991. augusztus 16.) olasz filmrendező és forgatókönyvíró. Noha művészi pályafutása már a második világháború előtt elkezdődött, pályája csak a háború után teljesedett ki. A neorealizmus képviselőjeként szerzett nevet magának, de kollégájához, Vittorio De Sicához hasonlóan később ő is rendezett néhány könnyedebb, pusztán szórakoztató célzatú mozgóképet.

## Pályafutása
Zampa építészmérnöknek tanult, de már diákként élénk érdeklődést tanúsított a művészetek iránt. Színdarabokat írt, melyek közül néhányat be is mutattak. Ezen felbuzdulva elvégezte a római filmfőiskolát (Centro Sperimentale di Cinematografica). 1933-ban megrendezte első saját filmjét, de utána évekig nem rendezett újra. 1938-tól forgatókönyveket írt, többek között Mario Soldati, Mario Camerini és Max Neufeld számára. 1939-ben segédrendezői feladatokat kapott. Nemzetközi hírnevét mint önálló rendező a Békében élni (1947) című drámával alapozta meg, amely egy kisember tragikus történetét mutatja be az ellenállás időszakából. Az akkoriban fénykorát élő neorealizmus hatása alatt folytatta alkotói munkáját. Haladó gondolkodás, társadalombíráló szándék, esetenként szatirikus felhangok jellemezték következő filmjeit. A kritika igen nagyra értékelte a Per a város ellen (1952) című drámáját, amely a XX. század elejének Nápolyát ábrázolja, különös tekintettel a helyi maffia, a camorra működésére. A maga idejében nagy visszhangja volt a fasizmust szatirikus oldalról is megközelítő trilógiájának: Nehéz évek (1948), Könnyű évek (1953), A hazugság városa (1962). Más neorealista művészekhez hasonlóan az irányzat hanyatlását követően Zampa is a lélekábrázolás elmélyítésével próbálkozott. E törekvés jegyében készítette el Alberto Moravia A római lány című erkölcsrajzának filmváltozatát (1955) is, amelyben Gina Lollobrigida számára nyújtott újabb lehetőséget drámai képességei bizonyítására. Társadalombíráló szándéka érvényesült A bíró (1959) és A rendőr (1960) című filmjeiben: utóbbira a maró gúny különösen jellemző. Becsületbeli ügy (1966) című drámájának főhőse a vérbosszú kegyetlen szokásának tehetetlen áldozata: alakját a nagyszerű Ugo Tognazzi keltette életre.

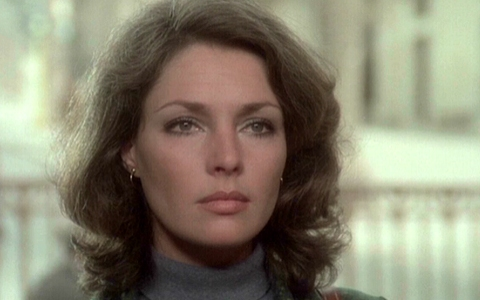
Tisztes honpolgárok (Jennifer O’Neill)

A '60-as évektől Zampa filmjeiben egyre inkább a szórakoztató motívumok kerültek előtérbe, ugyanakkor könnyedebb munkáiban is igyekezett megőrizni a tőle elvárható színvonalat. A betegpénztári orvos (1968) és a Jó megjelenésű ausztráliai feleséget keres (1971) egyaránt Alberto Sordi sokoldalú komikusi tehetségére épített. (Az utóbbi filmben egyébként a gyönyörű Claudia Cardinale játszotta a női főszerepet.) A Tisztes honpolgárok (1975) bizonyos értelemben a Per a város ellen ikerfilmjének is tekinthető: a fiatal tanítónő drámai történetén keresztül Zampa ismét egy szicíliai város társadalmi ellentéteit, a helyi maffia hatalmát kívánta ábrázolni. Utolsó mozifilmje, a négy pikáns történetből álló Vad ágyak (1979) a filmvilág akkori legvonzóbb szépségei (Monica Vitti, Sylvia Kristel, Ursula Andress, Laura Antonelli) számára biztosított vígjátéki szereplehetőségeket.

## Rendezései
- 1933: Risveglia di una città
- 1941: Az eltűnt színész (L’attore scomparso)
- 1942: Mindig van egy de! (C’e sempre un ma!)
- 1942: Fra’ Diavolo
- 1942: Kisasszonykák (Signorinette)
- 1945: A menyasszony fekete ruhája (L’abito nero da sposa)
- 1946: Un americano in vacanza
- 1947: Békében élni (Vivere in pace)
- 1947: Tiszteletreméltó Angelina (L’onorevole Angelina)
- 1948: Nehéz évek / Nehéz esztendők (Anni difficili)
- 1949: Cuori senza frontiere
- 1949: Children of Chance
- 1950: Vészharang (Campane a martello)
- 1951: Uraim, beszállni! (Signori, in carrozza!)
- 1951: Könnyebb egy tevének… (È più facile che un cammello…)
- 1952: Per a város ellen (Processo alla città)
- 1953: Asszonyok vagyunk / Nők vagyunk (Siamo donne) (az Isa Miranda című epizód)
- 1953: Könnyű évek (Anni facili)
- 1954: Ez az élet! (Questa è la vita; a La patente című epizód)
- 1955: Mai lányok (Ragazze d’oggi)
- 1955: A boldogulás művészete / A berendezkedés művészete (L’Arte di arrangiarsi)
- 1955: A római lány (La romana)
- 1958: Ladro lui, ladra lei
- 1958: A köpenyes lány (La ragazza del palio)
- 1959: A bíró (Il magistrato)
- 1960: A rendőr (Il vigile)
- 1962: A hazugság városa (Anni ruggenti)
- 1963: Nyári bolondságok (Frenesia dell’estate)
- 1966: Becsületbeli ügy (Una questione d’onore)
- 1966: A mi férjeink (I Nostri mariti; az Il Marito di Olga című epizód)
- 1968: A betegpénztári orvos (Il medico della mutua)
- 1968: Édes urak (Le dolci signore)
- 1970: Contestazione generale
- 1971: Jó megjelenésű ausztráliai feleséget keres (Bello, onesto, emigrato Australia sposerebbe compaesana illibata)
- 1973: Bisturi, la mafia bianca
- 1975: Tisztes honpolgárok (Gente di rispetto)
- 1977: A rém (Il mostro)
- 1979: Vad ágyak (Letti selvaggi)

## Díjak és jelölések
Berlini filmfesztivál
- 1953 Per a város ellen (különdíj)
- 1966 Becsületbeli ügy (Arany Medve-jelölés)

Cannes-i filmfesztivál
- 1973 Bisturi, la mafia bianca (Arany Pálma-jelölés)

Locarnói filmfesztivál
- 1947 díj Békében élni (legjobb forgatókönyv) (megkapta még: Suso Cecchi d’Amico, Aldo Fabrizi, Piero Tellini)
- 1962 díj A hazugság városa (Ezüst Vitorla-díj)

Velencei filmfesztivál
- 1947 L’Onorevole Angelina (Arany Oroszlán-jelölés)
- 1983 Pietro Bianchi-díj

Ezüst Szalag díj
- 1947 díj Békében élni (legjobb forgatókönyv) (megkapta még: Suso Cecchi d’Amico, Piero Tellini)
- 1953 díj Per a város ellen
- 1954 díj Könnyű évek (legjobb forgatókönyv) (megkapta még: Vitaliano Brancati, Sergio Amidei, Vincenzo Talarico)